# پژوهش میدانی

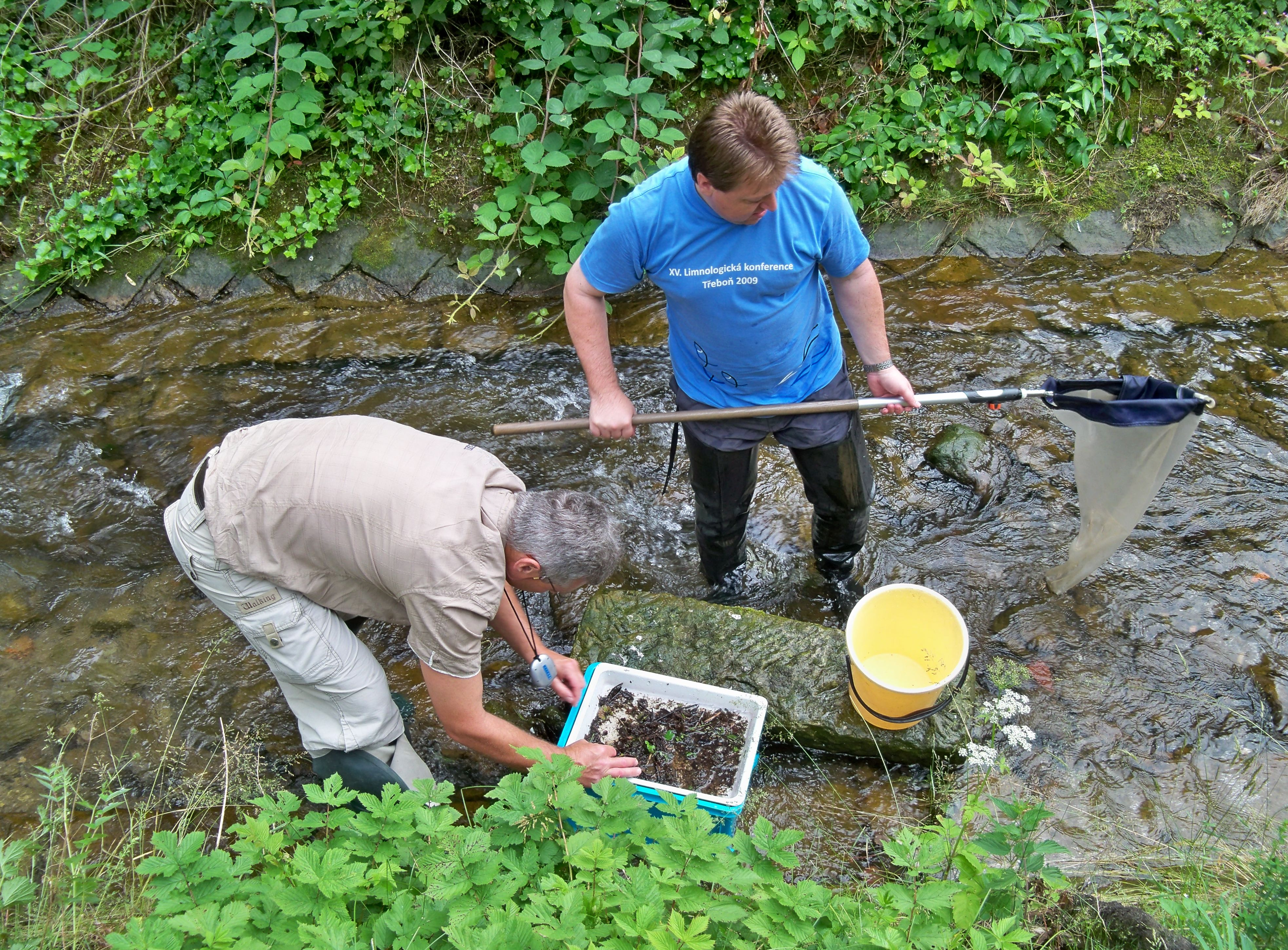
زیست‌شناسان در حال جمع‌آوری اطلاعات میدانی در رودخانه کریپنباخ (Krippenbach)

پژوهش میدانی یا مطالعه میدانی (به انگلیسی: field research)، عبارت است از جمع‌آوری اطلاعات بیرون از آزمایشگاه، کتابخانه یا محیط کار. روش‌ها و رهیافت‌های به‌کاررفته در مطالعه میدانی، در شاخه‌های مختلف علوم متفاوت است.